# Student-EM i futsal
Student-EM i futsal är en tävling som arrangeras av Europeiska Studentidrottsförbundet (EUSA) och går varje eller vartannat år. Under 2013 gick tävlingen i Spanien och arrangerades av Malaga universitet. Det finns även chans för svenska lag att delta i tävlingen men då måste laget ha vunnit Student-SM i five-a-side men trots det så är det sällan lag från Sverige väljer att ställa upp i tävlingen.

## Deltagande lag från Sverige
Student-EM 2006, Sveriges representant
- Lunds universitet

Student-EM 2011 Tammerfors, Finland, Sveriges representant
- Pars FC Örebro (PFC), Örebro universitet

Student-EM 2013 Malaga, Spanien, Sveriges representant
- Pars FC Örebro (PFC), Örebro universitet